# Maruša Mišmaš-Zrimšek
Maruša Mišmaš-Zrimšek, född 24 oktober 1994, är en slovensk friidrottare som främst tävlar i hinderlöpning.

## Karriär
Maruša Mišmaš-Zrimšek placerade sig på en sjätteplats på 3 000 meter hinder vid såväl olympiska sommarspelen 2020 som vid världsmästerskapen i friidrott 2023.